# Las Talas (La Rioja)
Las Talas o Los Talas es una localidad del departamento San Blas de los Sauces, provincia de La Rioja, Argentina.
Se accede a través de la Ruta Nacional 40 que constituye el eje o calle principal de la zona urbana. Se encuentra hacia el sur de la localidad de San Blas, cabecera del departamento.
La localidad no dispone de escuelas o centros de salud. La población utiliza los servicios presentes en las localidades cercanas.

## Población
Según el censo del año 2010, la localidad de Las Talas contaba con 334 habitantes, aunque por su cercanía, se la considera integrada al conjunto formado además por las localidades de Los Robles y Cuipán. En total este agrupamiento contaba con 1237 habitantes según el censo del año 2010, lo que evidencia un crecimiento demográfico neutro respecto de los 1216 habitantes censados en el año 2001.

## Cascada Cola de La Novia
En cercanías de la localidad, a unos 150m de distancia de la desembocadura del arroyo El Rincón en el río Los Sauces se encuentra una cascada de alrededor de 25 m de altura que por el efecto que produce la caída de agua popularmente es conocida como Cola de La Novia. Esta cascada es uno de los atractivos turísticos de departamento San Blas de los Sauces.

## Sismicidad
La sismicidad de la región de La Rioja es frecuente y de intensidad baja, y un silencio sísmico de terremotos medios a graves cada 30 años en áreas aleatorias.